# Sylvie-Catherine De Vailly
Sylvie-Catherine De Vailly, née en 1966 à Guise, dans l’Aisne, est une romancière québécoise d'origine française.
Elle est auteure d'ouvrages de littérature d'enfance et de jeunesse touchant aux genres du roman policier et du fantasy.

## Biographie

### Enfance et formation
Sylvie-Catherine De Vailly a fait des études d'anthropologie.

### Carrière
Elle a publié la série Phoenix, détective du Temps. Elle est l’auteure d’un premier livre pour les adultes Le Grand Deuil.
Elle a publié plusieurs livres jeunesse, dont la série Les Loups du tsar.

### Vie de famille
Elle a un fils.

## Œuvre

### Romans
Série Les Enfants de Poséidon
Titres parus aux éditions La Semaine (Montréal)
1. La Malédiction des Atlantes[6], 2007
2. Les Lois de la communauté[7], 2007
3. Le Retour des Atlantes, 2008
4. Tero Nekonata, 2010

Série Les Loups du tsar
Titres parus aux Éditions Les Intouchables (Montréal)
1. La Naissance et la Force[8], 2009
2. Le Courage et L’humilité[9], 2009
3. La Loyauté et la Foi[10], 2009
4. Choix et Trahisons, 2010
5. La Quête et l’Affrontement, 2010
6. Le Secret et la Légende, 2011

Série Phoenix, détective du Temps
Titres parus aux Éditions Du Trécarré (Montréal)
1. Le Trésor des SS, 2009
2. L’Empereur immortel, 2007
3. L’Énigme du tombeau vide[11], 2006

Série Le Comte de Saint-Germain
Titres parus aux Éditions Hurtubise (Montréal)
1. Le Mystère, 2013
2. Le Livre muet, 2013
3. L'Œuvre au rouge, 2013

Série Jeanne Laberge
1. La Valse des Odieux[12], éd. Recto-Verso, 2013
2. La Sélection naturelle[13], éd. Recto-Verso, 2014
3. Usage de faux[14], éd. Recto-Verso, 2015
4. Les Anges sacrifiés[15], éd. Recto-Verso, 2016
5. L'Esquive[16], éd. Recto-Verso, 2018

Romans d'amour
Titres parus dans la collection « Intime », aux éditions Du Trécarré (Montréal)
1. De l’autre côté du miroir, 2005
2. Entre elle et lui, 2005
3. À contre-courant, 2005
4. Trop jeune pour toi, 2005
5. L’Amour dans la balance, 2005
6. Histoire de gars, 2007
7. M’aimeras-tu assez ?, 2008
8. Ma vie sans toi, 2008
9. Pink, 2010
10. Star, 2010
11. C'est compliqué !, 2012
12. Lui, 2012

Romans policiers
- Le Cinquième Péché[17], co-écrit avec le chef Giovanni Apollo. Éditions Recto-Verso, 2016
- Le Grand Deuil[3], éditions Michel Brûlé, 2007

Participation roman collectifCrimes à la bibliothèque, éd. Druide, 2015
Alexandre Dumas

### Autre publication
- Pour quatorze dollars, elles sont à vous…, Éditions Publistar, 2004 (en collaboration)
- L'Eau, le défi du siècle, éditions Publistar, 2005

## Prix et récompenses
Sylvie-Catherine De Vailly a été plusieurs fois en nomination pour des prix :
- En lice pour le Prix jeunesse de la science-fiction et du fantastique québécois, 2007 (Prix jeunesse des univers parallèles) pour Phoenix – L'Énigme du tombeau vide (Trécarré).
- En lice pour le Prix Rosny pour Phoenix – L’Énigme du tombeau vide (Trécarré) en 2007.
- Finaliste pour le Prix Jeune public Grands Prix Desjardins Lanaudière 2009.
- Finaliste pour le Prix Micro d'Art M103, 5FM 2010 dans la catégorie Artiste s’étant démarqué à l’extérieur de sa région (Lanaudière).
- Sélectionnée dans Communications Jeunesse 2010, pour Les Loups du tsar.
- Sélectionnée dans Communications Jeunesse 2011, pour Les Loups du tsar.
- Lauréate du Prix Jeune Public Grands Prix Desjardins Lanaudière 2011[18].
- Finaliste pour le prix Jeune Public Grands Prix Desjardins Lanaudière 2012.
- Nommée Personnalité de l'année 2013 (Lanaudière).
- Sélectionnée dans Communications Jeunesse 2014, pour Le comte de Saint-Germain.
- Lauréate du Prix Littérature des Grands Prix Desjardins de la Culture 2014[18].